# Witzig, spritzig: Die besten Werbeknaller der Welt
Witzig, spritzig: Die besten Werbeknaller der Welt ist eine deutsche Fernsehsendung in der Werbespots aus aller Welt gezeigt werden.
Die erste Folge wurde am 31. Dezember 2003 bei RTL ausgestrahlt. Ab 2006 übernahm Super RTL die Sendung und es wurden bis 2008 zwei Staffeln (mit 6 und 12 Folgen) produziert. Die bei Super RTL ausgestrahlten Spots stammen von der so genannten Cannes Rolle. Dies ist ein Zusammenschnitt internationaler Spots, die beim größten internationalen Werbefestival, dem Cannes Lions International Advertising Festival, ausgezeichnet wurden.
Seit 2007 gibt es die XXL-Variante von Witzig, spritzig: Die besten Werbeknaller der Welt mit einer Sendedauer von 120 Minuten. Dazu werden vergangene Sendungen zusammengeschnitten. Produziert wird die Sendung von Barbara Schüßler und Stefan Jedele für Straßenfeger TV.